# Riverdale (Illinois)
Riverdale es una villa ubicada en el condado de Cook en el estado estadounidense de Illinois. En el Censo de 2010 tenía una población de 13549 habitantes y una densidad poblacional de 1.395,38 personas por km².

## Geografía
Riverdale se encuentra ubicada en las coordenadas 41°38′34″N 87°38′11″O / 41.64278, -87.63639. Según la Oficina del Censo de los Estados Unidos, Riverdale tiene una superficie total de 9.71 km², de la cual 9.26 km² corresponden a tierra firme y (4.67%) 0.45 km² es agua.

## Demografía
Según el censo de 2010, había 13549 personas residiendo en Riverdale. La densidad de población era de 1.395,38 hab./km². De los 13549 habitantes, Riverdale estaba compuesto por el 4.29% blancos, el 93.69% eran afroamericanos, el 0.18% eran amerindios, el 0.1% eran asiáticos, el 0% eran isleños del Pacífico, el 0.52% eran de otras razas y el 1.23% pertenecían a dos o más razas. Del total de la población el 1.75% eran hispanos o latinos de cualquier raza.